# Hélène Scherrer
Pour les articles homonymes, voir Scherrer.
Hélène Chalifour-Scherrer (née le 6 juillet 1950) fut une agente de relations publiques, organisatrice d'évènements, travailleuse sociale et femme politique fédérale du Québec.

## Biographie
Née à Québec, elle devint députée du Parti libéral du Canada dans la circonscription fédérale de Louis-Hébert en 2000. Elle fut précédemment défait par la bloquiste Hélène Alarie en 1997. Elle fut aussi défaite à deux reprises en 2004 et en 2006 par respectivement le bloquiste Roger Clavet et le conservateur Luc Harvey.
Elle fut ministre du Patrimoine canadien de 2003 à 2004 dans le cabinet du premier ministre Paul Martin. Après sa défaite en 2004, elle remplace Francis Fox au poste de secrétaire principale du premier ministre. Elle demeure à ce poste jusqu'à la défaite des Libéraux en 2006.